# Královská burza (Londýn)

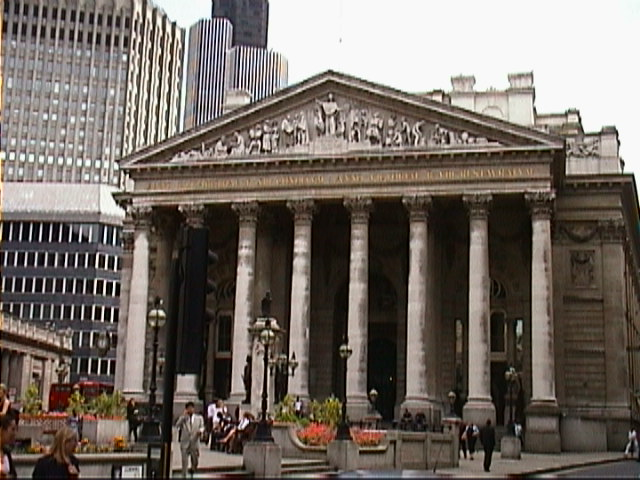
Královská burza v Londýně.

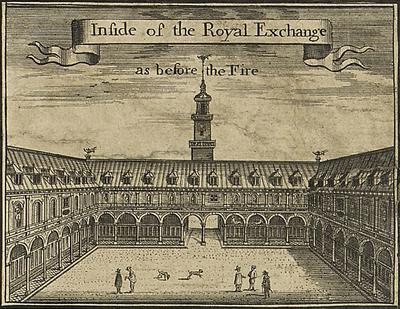
Původní vzhled Královské burzy

Královská burza v City byla založena roku 1565 sirem Thomasem Greshamem jako centrum obchodování pro Londýn. Pozemek pro stavbu byl poskytnut Corporation of London a cechem obchodníků s látkami a má trojúhelníkový tvar ohraničený ulicemi Cornhill a Threadneedle Street. Vzhled stavby byl inspirován budovou nejstarší burzy na světě v Antverpách, na níž se začalo obchodovat již roku 1531.
Královská burza byla slavnostně otevřena 23. ledna 1571 královnou Alžbětou I., která jí udělila královský titul.
Gershamova původní budova byla zničena Velkým požárem Londýna roku 1666. Burza byla obnovena podle návrhu Edwarda Jarmana a otevřena roku 1669. I tato stavba byla zničena v lednu roku 1838 požárem.
Třetí budova královské burzy stojí na místě původní burzy. Skládá se z čtyřboké struktury kolem vnitřního nádvoří kde obchodníci mohli uskutečňovat své obchody. Autorem návrhu této třetí budovy byl sir William Tite. Burza byla otevřena 28. října 1844 královnou Viktorií, i když obchodování zde bylo zahájeno až 1. ledna 1845.
Obchodování na této burze bylo ukončeno roku 1939 a nyní je zde nákupní centrum s luxusním zbožím.